# 疣刺齿蟾
疣刺齿蟾（学名：Oreolalax rugosus）为锄足蟾科齿蟾属的两栖动物，是中国的特有物种。分布于四川、云南等地，常见于高山区小山溪、石块多以及水流平缓。其生存的海拔范围为1800至3300米。该物种的模式产地在四川昭觉。

## 保护
本种于2023年被收录入《有重要生态、科学、社会价值的陆生野生动物名录》。